# Gongo Soco
Gongo Soco é um complexo minerário de extração de minério de ferro localizado no município brasileiro de Barão de Cocais e que pertence à empresa Vale. No passado, a área foi originalmente uma mina ouro homônima, da qual ainda restam ruínas, registros arqueológicos e um cemitério.

## Risco de colapso
Em maio de 2019, a Agência Nacional de Mineração determinou a interdição do complexo minerário devido a riscos de rompimento iminente do talude Norte da cava da mina.
| “ | "É bom lembrar que o que corre risco de rompimento é o talude da cava e não a barragem, que fica a 1,5 km de distância da cava. O risco é que a vibração gerada pelo rompimento do talude seja gatilho e influencie na segurança da barragem Sul Superior. Mas isso não se tem como prever. | ” |
| — Wagner Nascimento, então chefe da Divisão de Segurança de Barragens de Mineração da Agência Nacional de Mineração | |   |